# Cenk İldem
Cenk İldem (Isztambul, 1986. január 5. –) török kötöttfogású birkózó. Négyszeres világbajnok, nyolcszoros Európa-bajnok kötöttfogású birkózó. A 2016. évi nyári olimpiai játékokon bronzérmet szerzett 98 kg-ban. A 2019-es birkózó-világbajnokságon és a 2011-es birkózó-világbajnokságon bronzérmet szerzett 97, illetve 96 kg-os súlycsoportban. A 2014-es birkózó Európa-bajnokságon ezüstérmet szerzett 98 kg-ban, ezen kívül további három bronzérme van a kontinensviadalokról.

## Sportpályafutása
A 2019-es birkózó-világbajnokságon a 97 kg-osok súlycsoportjában megrendezett bronzmérkőzés során a grúz Giorgi Melia volt az ellenfele, akit 4–1-re legyőzött.